# 가로림만

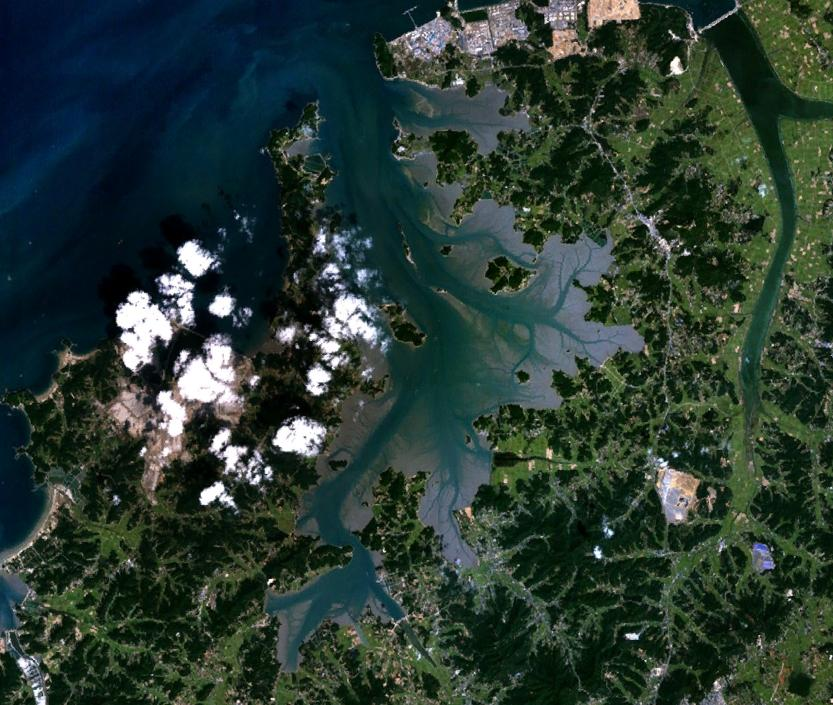
가로림만

가로림만(加露林灣, 영어: Garorim Bay)은 태안반도 북부의 만이다. 동쪽은 서산시, 서쪽은 태안군에 속한다. 섬은 고파도, 우도, 분점도, 소우도가 있으며, 항구는 대산항이 있다.
가로림만은 충청남도 서산시와 태안군 사이에 있는 반폐쇄성 내만이다. 가로림만의 갯벌은 우리나라에서 가장 큰 규모일 뿐 아니라, 점차 사라져가는 우리나라의 갯벌 중에서도 거의 유일하게 자연 상태가 보존된 곳이다. 충청남도 지역의 양식과 연안 어업의 중심지이다. 2007년 해양수산부의 환경가치평가 연구용역에서 가로림만은 환경가치 1위를 차지하였다. 이 환경가치평가에 따르면 해수면을 제외한 가로림만 갯벌의 경제적 가치는 ha당 연간 3135만 원으로 나왔다. 이를 갯벌 전체로 따지면 경제적 가치는 연 최소 700억 원 가량이 된다. 이 곳은 각종 보호종들이 군락을 이루고 있는 지역이며, 다양한 수산생물의 산란장이다. 대한민국의 천연기념물 제331호이자 멸종위기 야생생물 １급인 점박이물범의 서식지이기도 하다. 이러한 가치를 보존하기 위해 2016년 7월 28일 해양수산부는 이 곳을 해양보호구역으로 지정하였다. 과거 이곳에 가로림조력발전소를 설립하는 계획이 추진되면서 주민들이 찬반으로 갈라서는 등 갈등의 골이 깊어졌었다. 또한 가로림만 외해 지역에 위치한 대산일반산업단지는 충남 서북부를 대표하는 산업단지로서 성장하기도 했다. 때문에 자연환경과 산업단지가 혼재된 독특한 성격을 띄고 있다.

## 같이 보기
- 가로림조력발전소